# Liste der Baudenkmäler in Schöllnach

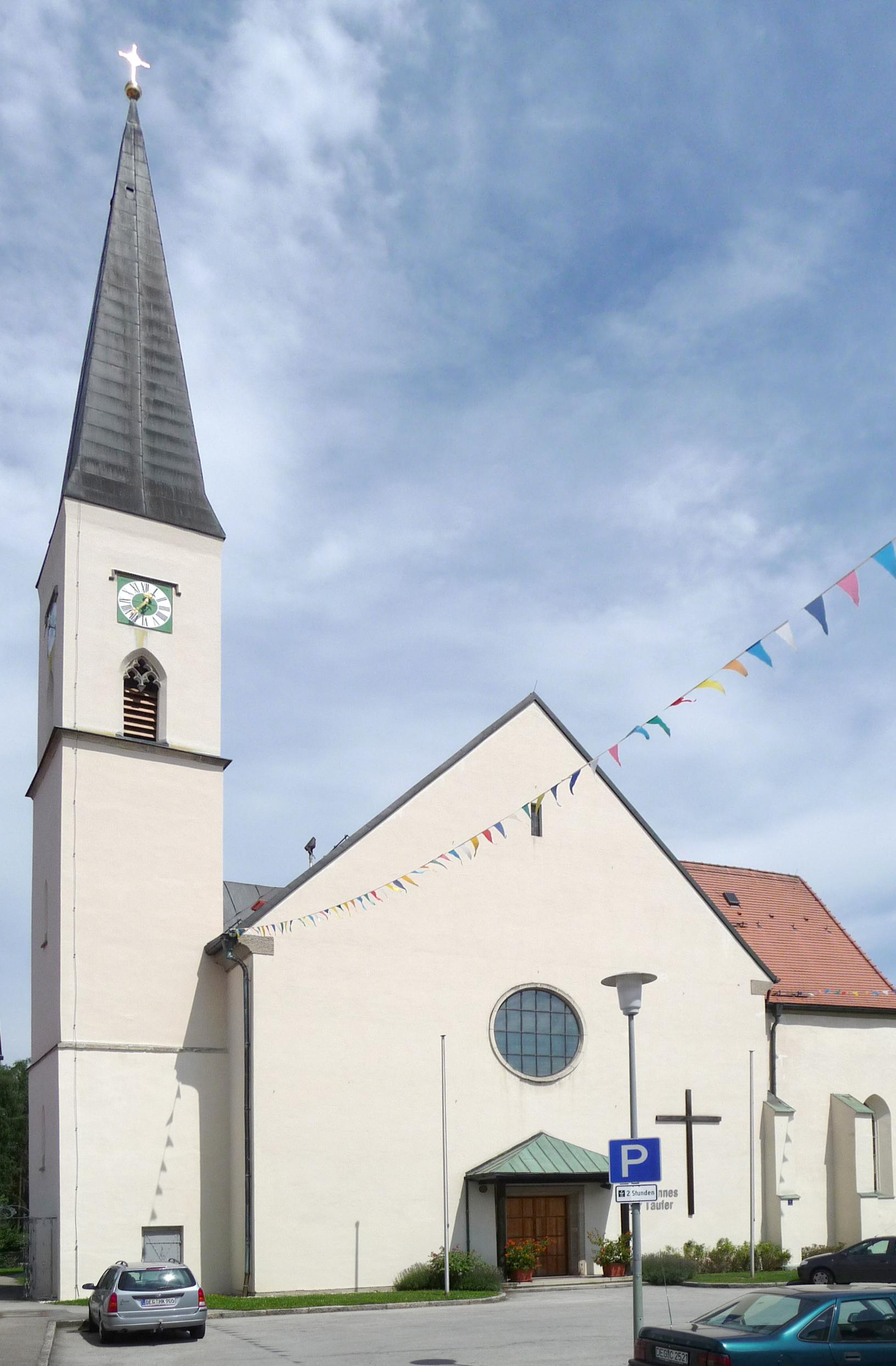
Die Pfarrkirche in Schöllnach

Auf dieser Seite sind die Baudenkmäler in dem niederbayerischen Markt Schöllnach zusammengestellt. Diese Tabelle ist eine Teilliste der Liste der Baudenkmäler in Bayern. Grundlage ist die Bayerische Denkmalliste, die auf Basis des Bayerischen Denkmalschutzgesetzes vom 1. Oktober 1973 erstmals erstellt wurde und seither durch das Bayerische Landesamt für Denkmalpflege geführt wird. Die folgenden Angaben ersetzen nicht die rechtsverbindliche Auskunft der Denkmalschutzbehörde.

## Baudenkmäler nach Ortsteilen

### Schöllnach
| Lage                              | Objekt                                                                  | Beschreibung | Akten-Nr.     | Bild           |
| --------------------------------- | ----------------------------------------------------------------------- | --- | ------------- | -------------- |
| Eichenreuther Weg 4 (Standort)    | Ehemaliges Bauernhaus                                                   | Flachsatteldachbau mit Blockbau-Obergeschoss, zweiseitig umlaufendem Schrot und Giebelschrot, 18. Jahrhundert                                           | D-2-71-149-1  | BW             |
| Iggensbacher Straße 10 (Standort) | Wohn- und Geschäftshaus                                                 | zweigeschossiger Walmdachbau mit klassizistischer Putzgliederung, 19. Jahrhundert                                                                       | D-2-71-149-4  | BW             |
| Iggensbacher Straße 18 (Standort) | Ehemaliges Bauernhaus                                                   | zweigeschossiger Blockbau mit Flachsatteldach und giebelseitigen Schroten, erstes Viertel 19. Jahrhundert                                               | D-2-71-149-5  | BW             |
| Lehenreuther Weg 7 (Standort)     | Wohnteil eines ehemaligen Wohnstallhauses                               | Flachsatteldachbau mit Blockbau-Obergeschoss und Giebelschrot, um 1800                                                                                  | D-2-71-149-6  | BW             |
| Marktplatz 7 (Standort)           | Kapelle mit Kirchturm der katholischen Pfarrkirche St. Johannes Baptist | sogenannte Sakramentskapelle, ehemaliger Chor und Turm der spätgotischen Vorgängerkirche, zweite Hälfte 15. Jahrhundert, Turmhelm 1867; mit Ausstattung | D-2-71-149-57 | weitere Bilder |
| Waldstraße 13 (Standort)          | Ehemaliges Kleinbauernhaus                                              | zweigeschossiger Blockbau mit Flachsatteldach, wohl 19. Jahrhundert                                                                                     | D-2-71-149-9  | BW             |
| Waldstraße 18 (Standort)          | Kapelle                                                                 | sogenannte Maria-Hilf-Kapelle, barocker Saalbau mit Dachreiter, um 1700; mit Ausstattung                                                                | D-2-71-149-2  | Kapelle        |
| Waldstraße 20 (Standort)          | Ehemaliges Bauernhaus                                                   | Flachsatteldachbau mit Blockbau-Obergeschoss und Giebelschrot, 18. Jahrhundert                                                                          | D-2-71-149-10 | BW             |
| Kapellenfeld (Standort)           | Wegkapelle Unseres Herrn Ruh                                            | quadratischer Walmdachbau mit Vordach, zweite Hälfte 19. Jahrhundert; mit Ausstattung                                                                   | D-2-71-149-11 | BW             |

### Englfing
| Lage                   | Objekt                          | Beschreibung | Akten-Nr.     | Bild |
| ---------------------- | ------------------------------- | --- | ------------- | ---- |
| Englfing 11 (Standort) | Ausstattung Anwesen Englfing 11 | Ausstattung des Vorgängerbaus, Mitte 19. Jahrhundert                                                                                                   | D-2-71-149-14 | BW   |
| Englfing 24 (Standort) | Bauernhaus eines Vierseithofs   | zweigeschossiger, teilweise ausgemauerter Blockbau mit Flachsatteldach, zweiseitig umlaufendem Schrot und Giebelschrote, zweite Hälfte 18. Jahrhundert | D-2-71-149-13 | BW   |

### Gaichet
| Lage                 | Objekt     | Beschreibung | Akten-Nr.     | Bild |
| -------------------- | ---------- | --- | ------------- | ---- |
| Gaichet 1 (Standort) | Bauernhaus | zweigeschossiger, teilweise ausgemauerter Blockbau mit Traufschrot, zweite Hälfte 18. Jahrhundert, ehemaliger Wirtschaftsteil zu Wohnzwecken modern ausgebaut | D-2-71-149-15 | BW   |

### Hinding
| Lage                 | Objekt                | Beschreibung | Akten-Nr.     | Bild |
| -------------------- | --------------------- | --- | ------------- | ---- |
| Hinding 3 (Standort) | Ehemaliges Bauernhaus | erdgeschossiger Blockbau mit Flachsatteldach, hohem Kniestock und zweiseitig umlaufendem Balusterschrot, Ende 18. Jahrhundert | D-2-71-149-18 | BW   |

### Hof
| Lage                   | Objekt                | Beschreibung                                                                       | Akten-Nr.     | Bild |
| ---------------------- | --------------------- | ---------------------------------------------------------------------------------- | ------------- | ---- |
| Hof 10 (Standort)      | Ehemaliges Bauernhaus | Flachsatteldachbau mit Blockbau-Obergeschoss und Giebelschrot, 18./19. Jahrhundert | D-2-71-149-19 | BW   |
| Weiheräcker (Standort) | Wegkapelle            | Satteldachbau, erste Hälfte 19. Jahrhundert; mit Ausstattung                       | D-2-71-149-20 | BW   |

### Ilgering
| Lage                  | Objekt  | Beschreibung                                        | Akten-Nr.     | Bild |
| --------------------- | ------- | --------------------------------------------------- | ------------- | ---- |
| Ilgering 3 (Standort) | Kapelle | Satteldachbau, 18./19. Jahrhundert; mit Ausstattung | D-2-71-149-21 | BW   |

### Jetzing
| Lage                 | Objekt     | Beschreibung                                                                                  | Akten-Nr.     | Bild |
| -------------------- | ---------- | --------------------------------------------------------------------------------------------- | ------------- | ---- |
| Jetzing 3 (Standort) | Bauernhaus | zweigeschossiger Blockbau mit hohem Kniestock und Giebelbalkon, zweite Hälfte 18. Jahrhundert | D-2-71-149-22 | BW   |

### Kleibmühle
| Lage                    | Objekt                        | Beschreibung | Akten-Nr.     | Bild |
| ----------------------- | ----------------------------- | --- | ------------- | ---- |
| Kleibmühle 2 (Standort) | Bauernhaus eines Dreiseithofs | Flachsatteldachbau mit verputztem Blockbau-Obergeschoss und traufseitigem Balkon, erstes Drittel 19. Jahrhundert | D-2-71-149-23 | BW   |

### Lehen
| Lage                 | Objekt      | Beschreibung                         | Akten-Nr.     | Bild |
| -------------------- | ----------- | ------------------------------------ | ------------- | ---- |
| Wagscheid (Standort) | Feldkapelle | Satteldachbau, Mitte 19. Jahrhundert | D-2-71-149-24 | BW   |

### Lehenreut
| Lage                           | Objekt          | Beschreibung                                                                                       | Akten-Nr.     | Bild |
| ------------------------------ | --------------- | -------------------------------------------------------------------------------------------------- | ------------- | ---- |
| Lehenreuther Weg 10 (Standort) | Kleinbauernhaus | erdgeschossiger Blockbau mit Satteldach, Kniestock und Giebelschrot, zweite Hälfte 18. Jahrhundert | D-2-71-149-26 | BW   |

### Neuhofen
| Lage                  | Objekt                        | Beschreibung                                                                                                  | Akten-Nr.     | Bild |
| --------------------- | ----------------------------- | --- | ------------- | ---- |
| Neuhofen 1 (Standort) | Bauernhaus eines Vierseithofs | erdgeschossiger Flachsatteldachbau mit hohem Blockbau-Kniestock, Trauf- und Giebelschrot, 18./19. Jahrhundert | D-2-71-149-29 | BW   |
| Neuhofen 2 (Standort) | Bauernhaus                    | Flachsatteldachbau mit Blockbau-Obergeschoss und Giebelschrot, 18./19. Jahrhundert                            | D-2-71-149-30 | BW   |

### Obergriesgraben
| Lage                         | Objekt     | Beschreibung                                                                               | Akten-Nr.     | Bild |
| ---------------------------- | ---------- | ------------------------------------------------------------------------------------------ | ------------- | ---- |
| Obergriesgraben 2 (Standort) | Bauernhaus | Flachsatteldachbau mit Blockbau-Obergeschoss und Traufschrot, erste Hälfte 18. Jahrhundert | D-2-71-149-32 | BW   |

### Oblfing
| Lage                  | Objekt                        | Beschreibung                                                                                  | Akten-Nr.     | Bild |
| --------------------- | ----------------------------- | --------------------------------------------------------------------------------------------- | ------------- | ---- |
| Oblfing 20 (Standort) | Bauernhaus                    | zweigeschossiger Blockbau mit Flachsatteldach und Giebelschrot, zweite Hälfte 18. Jahrhundert | D-2-71-149-35 | BW   |
| Oblfing 31 (Standort) | Bauernhaus eines Vierseithofs | Flachsatteldachbau mit Blockbau-Obergeschoss und Traufschrot, zweite Hälfte 18. Jahrhundert   | D-2-71-149-34 | BW   |

### Oh
| Lage            | Objekt                                   | Beschreibung | Akten-Nr.     | Bild |
| --------------- | ---------------------------------------- | --- | ------------- | ---- |
| Oh 3 (Standort) | Bauernhaus eines ehemaligen Vierseithofs | Flachsatteldachbau mit Blockbau-Obergeschoss und Giebelschrot, Ende 18./Anfang 19. Jahrhundert; Stadel, hölzerner Steildachbau mit Blockbauteilen, Ende 18./Anfang 19. Jahrhundert; Remise, Flachsatteldachbau, Ende 18. /Anfang 19. Jahrhundert; Backhaus, Massivbau mit Satteldach, 19./20. Jahrhundert | D-2-71-149-39 | BW   |

### Poppenberg
| Lage                  | Objekt                | Beschreibung                                                               | Akten-Nr.     | Bild |
| --------------------- | --------------------- | -------------------------------------------------------------------------- | ------------- | ---- |
| Sandweg 58 (Standort) | Ehemaliges Bauernhaus | Flachsatteldachbau mit Blockbau-Obergeschoss, erste Hälfte 19. Jahrhundert | D-2-71-149-40 | BW   |

### Prünst
| Lage                 | Objekt                | Beschreibung                                                                                          | Akten-Nr.     | Bild |
| -------------------- | --------------------- | --- | ------------- | ---- |
| Prünst 28 (Standort) | Ehemaliges Bauernhaus | Flachsatteldachbau mit Blockbau-Obergeschoss und traufseitigem Balusterschrot, Anfang 19. Jahrhundert | D-2-71-149-42 | BW   |

### Rieden
| Lage                          | Objekt      | Beschreibung                                                                             | Akten-Nr.     | Bild |
| ----------------------------- | ----------- | ---------------------------------------------------------------------------------------- | ------------- | ---- |
| Riedener Straße 18 (Standort) | Waldlerhaus | Flachsatteldachbau mit Blockbau-Kniestock und Giebelschrot, erste Hälfte 19. Jahrhundert | D-2-71-149-44 | BW   |

### Riggerding
| Lage                    | Objekt                            | Beschreibung                                                                                                   | Akten-Nr.     | Bild                              |
| ----------------------- | --------------------------------- | --- | ------------- | --------------------------------- |
| Riggerding 8 (Standort) | Katholische Pfarrkirche St. Josef | neuromanischer Saalbau in unverputztem Bruchsteinmauerwerk mit Nordturm, Ende 19. Jahrhundert; mit Ausstattung | D-2-71-149-45 | Katholische Pfarrkirche St. Josef |

### Schuhreuth
| Lage                    | Objekt                   | Beschreibung                                                   | Akten-Nr.     | Bild |
| ----------------------- | ------------------------ | -------------------------------------------------------------- | ------------- | ---- |
| Schuhreuth 2 (Standort) | Ehemaliges Wohnstallhaus | Satteldachbau mit Blockbau-Obergeschoss, Mitte 19. Jahrhundert | D-2-71-149-46 | BW   |

### Schwanenreit
| Lage                      | Objekt                                      | Beschreibung                                                                      | Akten-Nr.     | Bild |
| ------------------------- | ------------------------------------------- | --------------------------------------------------------------------------------- | ------------- | ---- |
| Schwanenreit 3 (Standort) | Ehemaliges Wohnstallhaus eines Vierseithofs | Flachsatteldachbau mit Blockbau-Obergeschoss und Traufschrot, 18./19. Jahrhundert | D-2-71-149-47 | BW   |

### Steinach
| Lage                      | Objekt                           | Beschreibung | Akten-Nr.     | Bild |
| ------------------------- | -------------------------------- | --- | ------------- | ---- |
| Steinach 1 (Standort)     | Wohnstallhaus eines Vierseithofs | giebelständiger Wohnteil mit Satteldach, verschaltem Blockbau-Obergeschoss, hohem durchfenstertem Kniestock und Giebelbalkon, erste Hälfte 19. Jahrhundert, Stallteil um 1850; Hoftor, mit Heiligenfiguren aus Gips; Totenbrettergruppe, 19./20. Jahrhundert, an Stadelsüdseite; westlich Backhaus mit Waage, kleiner Satteldachbau, erste Hälfte 19. Jahrhundert | D-2-71-149-48 | BW   |
| Geßlinger Feld (Standort) | Kapelle                          | Satteldachbau mit Dachreiter, von Max Wittmann, 1939; mit Ausstattung | D-2-71-149-59 | BW   |

### Straching
| Lage                   | Objekt        | Beschreibung                                                                   | Akten-Nr.     | Bild |
| ---------------------- | ------------- | ------------------------------------------------------------------------------ | ------------- | ---- |
| Straching 2 (Standort) | Weilerkapelle | kleiner Satteldachbau mit Vordach und Totenbrettern, wohl noch 18. Jahrhundert | D-2-71-149-49 | BW   |

### Taiding
| Lage                  | Objekt  | Beschreibung                                                                             | Akten-Nr.     | Bild    |
| --------------------- | ------- | ---------------------------------------------------------------------------------------- | ------------- | ------- |
| In Taiding (Standort) | Kapelle | neuromanischer Flachsatteldachbau mit Dachreiter, Mitte 19. Jahrhundert; mit Ausstattung | D-2-71-149-50 | Kapelle |

### Thann
| Lage                    | Objekt  | Beschreibung                                 | Akten-Nr.     | Bild |
| ----------------------- | ------- | -------------------------------------------- | ------------- | ---- |
| Thann 34 1/2 (Standort) | Kapelle | kleiner Satteldachbau, Mitte 19. Jahrhundert | D-2-71-149-53 | BW   |

### Weißenstein
| Lage                     | Objekt   | Beschreibung                                                                                         | Akten-Nr.     | Bild |
| ------------------------ | -------- | --- | ------------- | ---- |
| Weißenstein 1 (Standort) | Blockbau | Blockbau-Obergeschoss mit umlaufendem Schrot und Giebelschrot, 18./19. Jahrhundert, Erdgeschoss 1982 | D-2-71-149-54 | BW   |

### Wiesenberg
| Lage                      | Objekt      | Beschreibung                                                         | Akten-Nr.     | Bild |
| ------------------------- | ----------- | -------------------------------------------------------------------- | ------------- | ---- |
| Rohrbüchelfeld (Standort) | Feldkapelle | kleiner Flachsatteldachbau mit Vordach, erste Hälfte 19. Jahrhundert | D-2-71-149-55 | BW   |

## Abgegangene Baudenkmäler
In diesem Abschnitt sind Objekte aufgeführt, die früher einmal in der Denkmalliste eingetragen waren, jetzt aber nicht mehr existieren, z. B. weil sie abgebrochen wurden. Aktennummern in diesem Abschnitt sind ehemalige, jetzt nicht mehr gültige Aktennummern.

| Lage                           | Objekt      | Beschreibung                                                                                          | Akten-Nr.     | Bild |
| ------------------------------ | ----------- | --- | ------------- | ---- |
| Neuhofen Neuhofen 4 (Standort) | Waldlerhaus | erdgeschossiger, teilweise verputzter Blockbau mit Kniestock und Flachsatteldach, 18./19. Jahrhundert | D-2-71-149-31 | BW   |